# Історія парового двигуна

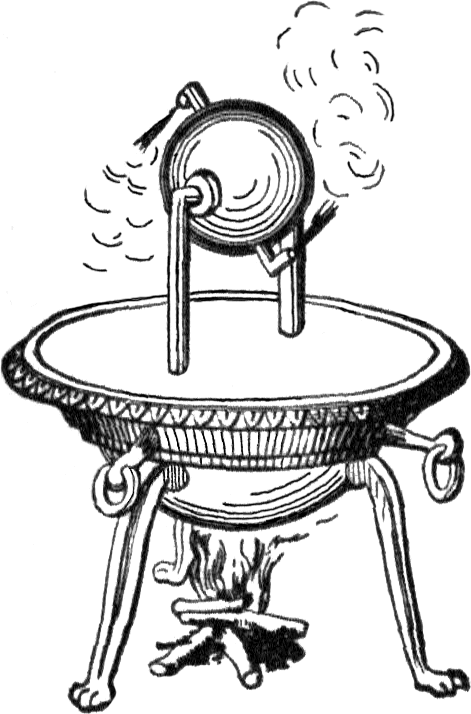
Геронова куля.

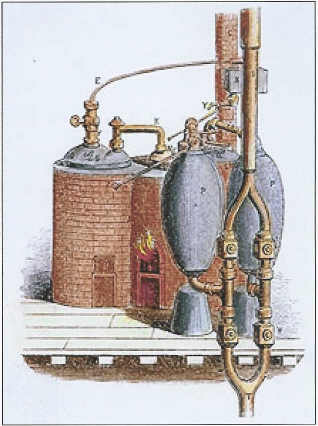
Паровий насос Савері 1698 — перший комерційно успішний пристрій з паровим двигуном, побудований Томас Севері

Першим зареєстрованим рудиментарним паровим двигуном був еоліпіл, описаний Героном Олександрійським у римському Єгипті І століття. Декілька пристроїв з паровим двигуном були пізніше випробувані або запропоновані, наприклад, паровий домкрат Такі аль-Діна, парова турбіна в Єгипті Османському XVI століття і паровий насос Томаса Севері в Англії XVII століття. У 1712 році атмосферний двигун Томаса Ньюкомена став першим комерційно успішним двигуном, що використовує принцип поршня та циліндра, який був основним типом парового двигуна, який використовувався до початку 20 століття. Парова машина використовувалася для відкачування води із вугільних шахт.
Під час промислової революції парові двигуни почали витісняти енергію води та віту, і в результаті стали домінуючим джерелом енергії в кінці 19 століття і залишалися такими до перших десятиліть 20 століття, коли ефективніша парова турбіна і двигун внутрішнього згоряння призвели до швидкої заміни парових двигунів. Парова турбіна стала найбільш поширеним методом, за допомогою якого наводяться електрогенератори. В даний час проводяться дослідження практичних можливостей відродження поршневого парового двигуна як основа для нової хвилі передових парових технологій.

## Попередники

### Раннє використання парової енергії
Найперший відомий рудиментарний паровий двигун і реактивна парова турбіна, еоліпіл, описані математиком та інженером Героном Александрійським (Герон) у римському Єгипті 1-го століття, як записано в його рукописі Spiritalia sede Pneumatica.Heron Alexandrinus (Hero of Alexandria) (c. CE): Spiritalia seu Pneumatica. Reprinted 1998 KG Saur GmbH, Munich. Пара, що викидається тангенціально із сопел, змушувала обертатися кулю з шарніром. Його теплова ефективність була низькою. Це дозволяє припустити, що перетворення тиску пари на механічний рух було відоме в римському Єгипті в I столітті. Герон також розробив машину, в якій повітря, нагріте у вівтарному вогні, витісняло воду із закритої посудини. Вага води приводила в рух прихований канат, який чинив двері храму. Деякі історики змішують ці два винаходи, помилково стверджуючи, що еоліпіл здатний виконувати корисну роботу.
Згідно Вільгельма Мальмсберійського, в 1125 в Реймсі знаходилася церква, в якій був встановлений орган, що приводиться в дію повітрям, що виходить зі стиснення «нагрітої води», очевидно, спроектований і побудований професором Гербертусом.
Серед паперів Леонардо да Вінчі, що належать до кінця 15 століття, є проект гармати з паровим двигуном під назвою «Архітоннерре», яка працює за рахунок раптового припливу гарячої води до герметичної, розпеченої гармати.
Рудиментарна ударна парова турбіна була описана в 1551 Такі аль-Діном, філософом, астрономом і інженером з Османського Єгипту XVI століття, який описав метод обертання рожна за допомогою струменя пари, що грає на лопатях, що обертаються по периферії колеса. Подібний пристрій для обертання рожна був описаний Джоном Вілкінсом в 1648 році. Тоді ці пристрої називалися «млинами», але зараз вони відомі як парові домкрати. Інша подібна рудиментарна парова турбіна показана італійським інженером Джованні Бранка в 1629 для обертання циліндричного спускового пристрою, яке поперемінно піднімало і опускало пару маточок, що працюють у ступах. Однак потік пари в цих ранніх парових турбінах не був концентрованим, і більшість його енергії розсіювалася в усіх напрямках. Це призвело до великих втрат енергії, тому їх ніколи всерйоз не розглядали для промислового використання.
У 1605 році французький математик Флоранс Ріво у своєму трактаті про артилерію написав про своє відкриття, що вода, якщо її укласти в бомболюк і нагріти, підриватиме снаряди.
В 1606 іспанець Херонімо де Айанс-і-Бомон продемонстрував і отримав патент на водяний насос, що працює на пару. Насос був успішно використаний для осушення затоплених шахт Гуадалканалу, Іспанія.

## Розробка комерційного парового двигуна
«Відкриття, які, зібрані разом Томасом Ньюкоменом 1712 року, призвели до створення парового двигуна, були такими:»
- Концепція вакууму (тобто зниження тиску нижче атмосферного)
- Поняття тиску
- Техніка створення вакууму
- Спосіб отримання пари
- Поршень та циліндр

У 1643 році Еванджеліста Торрічеллі провів експерименти з водяними насосами з всмоктуючим підйомом, щоб перевірити їх межу, яка склала близько 32 футів (Атмосферний тиск становить 32,9 фута або 10,03 метра. Тиск парів води знижує теоретичну висоту). Він вигадав експеримент із використанням трубки, наповненої ртуттю і перевернутої в чаші з ртуттю (барометр), і спостерігав порожній простір над стовпом ртуті, який, на його думку, нічого не містив, тобто вакуум.
Під впливом Торрічеллі Отто фон Ґеріке винайшов вакуумний насос, модифікувавши повітряний насос, який використовується для нагнітання тиску в пневматичній гарматі. В 1654 Ґеріке влаштував демонстрацію в Магдебурзі, Німеччина, де він був мером. Дві мідні півкулі були з'єднані разом, і з них відкачувалося повітря. Гірі, прив'язані до півкуль, не могли розсунути їх, доки не було відкрито повітряного клапана. Експеримент був повторений в 1656 з використанням двох команд по 8 коней у кожній, які не змогли розділити магдебурзькі півкулі.
Гаспар Шотт першим описав експеримент із півкулями у своїй книзі «Механіка гідравліки та пневматики» (Mechanica Hydraulico-Pneumatica, 1657).
Прочитавши книгу Шотта, Роберт Бойль збудував удосконалений вакуумний насос і провів відповідні експерименти.
Дені Папен зацікавився використанням вакууму для отримання рушійної сили під час роботи з Крістіаном Гюйгенсом та Готфрідом Лейбніцем у Парижі у 1663 році. Папен працював у Роберта Бойля з 1676 по 1679, опублікувавши звіт про свою роботу в книзі «Продовження нових експериментів» (1680) і виступивши з доповіддю в Королівському товаристві в 1689 році. З 1690 Папен почав експериментувати з поршнем для отримання енергії за допомогою пари, створюючи моделі парових машин. Він експериментував з паровими двигунами атмосферного та напірного типу, опублікувавши свої результати у 1707 році.
У 1663 Едвард Сомерсет, 2-й маркіз Вустерський, опублікував книгу 100 винаходів, в якій описав метод підйому води між поверхами, що використовує принцип, схожий з принципом роботи перколятора для кави. Його система була першою, в якій котел (нагрітий гарматний ствол) був відокремлений від насоса. Вода надходила до укріпленого ствола з цистерни, а потім відкривався клапан для подачі пари з окремого котла. Тиск піднімався над водою, проганяючи її вгору трубою. Він установив свій пристрій із паровим двигуном на стіні Великої вежі у замку Раглан, щоб подавати воду через вежу. Пази у стіні, де було встановлено двигун, можна було побачити й у 19 столітті. Однак ніхто не був готовий ризикувати грошима заради такої революційної концепції, і без підтримки машина залишилася нерозробленою.
Семюель Морланд, математик і винахідник, який працював над насосами, залишив в Управлінні ордонансів Воксхолла нотатки про конструкцію парового насоса, яку прочитав Томас Сейвері. 1698 року Сейвері побудував паровий насос під назвою «Друг шахтаря». У ньому використовувалися як вакуум, і тиск. Протягом кількох років вони використовувалися для роботи з малою потужністю.
Томас Ньюкомен був купцем, який торгував чавунними виробами. Двигун Ньюкомена був заснований на конструкції поршня та циліндра, запропонованої Папеном. У двигуні Ньюкомена пар конденсувався під дією води, що розпорошується всередині циліндра, внаслідок чого атмосферний тиск призводив до руху поршень. Перший двигун Ньюкомена був встановлений для відкачування води в шахті в 1712 в замку Дадлі в Стаффордширі.

### Циліндри
Дені Папен (22 серпня 1647 — бл. 1712) був французьким фізиком, математиком та винахідником, найбільш відомим своїм новаторським винаходом парового котла, попередника скороварки. У середині 1670-х Папен у співпраці з голландським фізиком Християном Гюйгенсом розробив двигун, який витісняв повітря з циліндра шляхом вибуху пороху всередині нього. Усвідомивши неповноту вакууму, одержуваного у такий спосіб, і переїхавши до Англії 1680 року, Папен розробив версію тієї самої циліндра, у якому повніший вакуум виходив під час кип'ятіння води та наступної конденсації пари; таким чином він зміг піднімати тяжкості, прикріпивши кінець поршня до мотузки, що проходить через шків. Як демонстраційна модель система працювала, але для того, щоб повторити процес, весь апарат потрібно було розібрати і зібрати заново. Папен швидко зрозумів, що для створення автоматичного циклу пара повинна генеруватися окремо в казані; однак він не став продовжувати цей проект. Папен також сконструював човен з веслами, що рухається струменем, що грає на млиновому колесі в поєднанні з концепціями Такі аль Діна і Севері, і йому також приписують ряд важливих пристроїв, таких як запобіжний клапан. Роки досліджень Папена проблем використання пари відіграли ключову роль у розробці перших успішних промислових двигунів, які незабаром пішли за його смертю.

### Паровий насос Савері
Першим паровим двигуном, який отримав промислове застосування, був «пожежний двигун» або «друг шахтаря», розроблений Томасом Севері у 1698 році. Це був безпоршневий паровий насос, аналогічний тому, що був розроблений Вустером. Севері вніс два ключові внески, які значно покращили практичність конструкції. По-перше, щоб водопровід можна було розмістити нижче двигуна, він використовував конденсований пар для створення часткового вакууму в резервуарі насоса (бочка в прикладі Вустера) і з його допомогою витягував воду вгору. По-друге, щоб швидко охолодити пару для створення вакууму, він пускав по резервуару холодну воду.
Для роботи потрібно кілька клапанів; коли резервуар був порожній на початку циклу, відкривався клапан, щоб впустити пару. Клапан закривався для герметизації резервуара і включався клапан охолоджувальної води для конденсації пари і створення часткового вакууму. Відкривався клапан подачі, втягуючи воду до резервуару, при цьому типовий двигун міг втягувати воду на висоту до 20 футів. Потім клапан закривався і знову відкривався паровий клапан, створюючи тиск над водою і відкачуючи її вгору, як у конструкції Вустера. Цикл, по суті, подвоював відстань, на яку можна було перекачувати воду за будь-якого даного тиску пари, і серійні зразки піднімали воду на 40 футів.
Двигун Сейвері вирішив проблему, яка нещодавно стала серйозною: підняття води з шахт на півдні Англії в міру того, як вони досягали більшої глибини. Двигун Севері був дещо менш ефективним, ніж двигун Ньюкомена, але це компенсувалося тим, що окремий насос, що використовується в двигуні Ньюкомена, був неефективним, що давало двом двигунам приблизно однакову ефективність 6 мільйонів футів на бушель вугілля (менше 1 %). Двигун Севері також не був дуже безпечним, оскільки частина його циклу вимагала пари під тиском, що подається з котла, а з урахуванням технологій того періоду посудина під тиском не могла бути зроблена досить міцною і тому була схильна до вибуху. Вибух одного з його насосів у Брод-Уотерсі (біля Уеддесбері) близько 1705 року, ймовірно, ознаменував кінець спроб використати його винахід.
Двигун Савері був менш дорогим, ніж двигун Ньюкомена, і випускався менших розмірах. Деякі виробники випускали вдосконалені версії двигуна Савері остаточно 18 століття. Бенто де Моура Португаль, FRS, представив геніальне вдосконалення конструкції двигуна Сейвері, «щоб зробити його здатним працювати самостійно», як описано Джоном Смітоном у «Філософських операціях», опублікованих у 1751 році.

## Атмосферні конденсаційні двигуни

### «Атмосферний» двигун Ньюкомена
Саме Томас Ньюкомен зі своїми «атмосферним» двигуном 1712 року, можна сказати, об'єднав більшість основних елементів, створених Папеном, щоб розробити перший практичний паровий двигун, на який міг бути комерційний попит. Він мав форму поршневого балкового двигуна, встановленого на рівні поверхні і послідовність насосів, що приводить в рух, на одному кінці балки. Двигун, прикріплений ланцюгами до іншого кінця балки, працював за атмосферним, або вакуумним принципом.
У конструкції Ньюкомена використовувалися деякі елементи ранніх концепцій. Як і в конструкції Севері, у двигуні Ньюкомена для створення вакууму використовувалася пара, що охолоджується водою. Однак, на відміну від насоса Севері, Ньюкомен використовував вакуум, щоб тягнути поршень, а не тягнути воду. Верхня частина циліндра була відкрита для атмосферного тиску, і коли утворювався вакуум, атмосферний тиск над поршнем штовхало його вниз у циліндр. Поршень змащувався і ущільнювався струмком води з тієї ж цистерни, яка подавала воду, що охолоджує. Далі, щоб покращити ефект охолодження, він розпорошував воду прямо в циліндр.
Поршень був прикріплений ланцюгом до великої поворотної балки. Коли поршень тяг балку, інший кінець балки витягався вгору. Цей кінець був прикріплений до штока, який тягнув ряд звичайних рукояток насоса в шахті. В кінці ходу паровий клапан знову відкривався, і вага насосних штанг тягла балку вниз, піднімаючи поршень і знову втягуючи пару в циліндр.
Використання поршня та балки дозволило двигуну Ньюкомена приводити в дію насоси на різних рівнях по всій шахті, а також усунути потребу у парі високого тиску. Уся система була ізольована в одному будинку на поверхні. Хоча ці двигуни були неефективні і дуже важкі для вугілля (порівняно з пізнішими двигунами), вони піднімали набагато більші обсяги води та з більшої глибини, ніж це було можливо раніше. До 1735 в Англії було встановлено більше 100 двигунів Ньюкомена, а до 1800, за оцінками, в експлуатації знаходилося до 2000 двигунів (включаючи версії Ватта).
Джон Смітон вніс численні вдосконалення у двигун Ньюкомена, зокрема, у ущільнення, і, покращивши їх, зміг майже втричі підвищити ефективність. Він також віддав перевагу використанню колеса замість балок для передачі потужності від циліндра, що зробило його двигуни компактнішими. Смітон був першим, хто розробив сувору теорію проектування та експлуатації парових двигунів. Він працював у зворотному напрямку, від передбачуваної ролі, щоб розрахувати кількість енергії, яка буде потрібна для виконання завдання, розмір і швидкість циліндра, який її забезпечуватиме, розмір котла, необхідного для живлення, та кількість палива, яке він споживатиме. Вони були розроблені емпіричним шляхом після вивчення десятків двигунів Ньюкомена в Корнуоллі та Ньюкаслі, а також будівництва власного експериментального двигуна у своєму будинку в Осторпі у 1770 році. На той час, коли двигун Ватта був представлений лише через кілька років, Смітон побудував десятки все більших двигунів в діапазоні 100 к.с.

### Окремий конденсатор Ватта
Працюючи в університеті Глазго як майстр з ремонту та виготовлення приладів у 1759 році, професор Джон Робісон познайомив Джеймса Ватта з силою пари. Захоплений, Ватт почав читати все, що міг, на цю тему і самостійно розробив концепцію прихованого тепла, тільки нещодавно опубліковану Джозефом Блеком у тому самому університеті. Коли Ватт дізнався, що університет має невелику робочу модель двигуна Ньюкомена, він зажадав повернути її з Лондона, де її безуспішно ремонтували. Ватт відремонтував машину, але виявив, що навіть у повністю відремонтованому стані вона майже не працює.
Попрацювавши з конструкцією, Ватт дійшов висновку, що 80 % пари, що використовується двигуном, витрачається марно. Замість того, щоб забезпечувати рушійну силу, він використовувався для нагрівання циліндра. У конструкції Ньюкомена кожен робочий хід починався зі струменя холодної води, який не тільки конденсував пару, а й охолоджував стінки циліндра. Це тепло необхідно було заповнити, перш ніж циліндр знову почне приймати пару. У двигуні Ньюкомена тепло надходило тільки від пари, тому при відкритті парового клапана переважна більшість пари конденсувалося на холодних стінках, як тільки він надходив у циліндр. Потрібно було багато часу і пари, перш ніж циліндр знову нагрівся і пара почав заповнювати його.
Ватт вирішив проблему розбризкування води, відвівши холодну воду в інший циліндр, розташований поруч із силовим циліндром. Після завершення індукційного ходу між ними відкривався клапан, і будь-яка пара, що потрапила в циліндр, конденсувалася в цьому холодному циліндрі. Це створювало вакуум, який втягував ще більше пари в циліндр, і так далі, доки пара не конденсувалася. Потім клапан закривався, і робота головного циліндра тривала, як і звичайному двигуні Ньюкомена. Оскільки температура в силовому циліндрі залишалася робочою, система була готова до нового ходу, щойно поршень повертався у верхнє положення. Для підтримки температури навколо циліндра знаходилася сорочка, до якої надходила пара. Ватт створив робочу модель 1765 року.
Переконаний у тому, що це велике досягнення, Уат вступив у партнерство, щоб забезпечити венчурний капітал, поки він працював над конструкцією. Не задовольняючись цим єдиним удосконаленням, Ватт невпинно працював над серією інших удосконалень практично кожної частини двигуна. Ватт удосконалив систему, додавши невеликий вакуумний насос для відведення пари з циліндра до конденсатора, що ще більше збільшило час циклу. Більш радикальною зміною конструкції Ньюкомена стало закриття верхньої частини циліндра та введення пари низького тиску над поршнем. Тепер потужність створювалася не рахунок різниці атмосферного тиску і вакууму, а й за рахунок тиску пари і вакууму, тобто. дещо більшого значення. При зворотному ході вгору пара, що знаходиться зверху, передавався трубою на нижню сторону поршня, готовий до конденсації для ходу вниз. Ущільнення поршня у двигуні Ньюкомена досягалося підтримкою невеликої кількості води на його верхній стороні. У двигуні Ватта це було вже неможливо через присутність пари. Ватт витратив значні зусилля, щоб знайти відповідне ущільнення, яке було отримано за допомогою суміші талова і масла. Шток поршня також проходив через сальник верхньої кришці циліндра, ущільнений аналогічним чином.
Проблема ущільнення поршня була з тим, що було можливості виготовити досить круглий циліндр. Ватт намагався виточити циліндри з чавуну, але вони були надто круглими. Ватт був змушений використовувати циліндр із кованого заліза. Наступна цитата взята з книги Roe (1916):
Коли [Джон] Смітон вперше побачив двигун, він повідомив Товариству інженерів, що «не існує ні інструментів, ні робітників, які могли б виготовити таку складну машину з достатньою точністю».
У 1774 році Ватт, нарешті, вважав конструкцію досить гарною для випуску, і двигун Ватта був випущений на ринок. Оскільки частину конструкції можна було легко встановити на існуючі двигуни Ньюкомена, не було необхідності будувати новий двигун на шахтах. Натомість Ватт та його діловий партнер Метью Боултон ліцензували удосконалення операторам двигунів, стягуючи з них частину грошей, які вони могли заощадити на зниженні витрат на пальне. Конструкція виявилася дуже успішною, і була створена компанія «Боултон та Ватт», яка ліцензувала конструкцію та допомагала новим виробникам створювати двигуни. Пізніше вони відкрили ливарний завод Сохо для виробництва власних двигунів.
У 1774 році Джон Вілкінсон винайшов розточувальний верстат, в якому вал, що утримує розточувальний інструмент, спирався на обидва кінці і проходив через циліндр, на відміну від консольних розточувальних верстатів, що використовуються в той час. За допомогою цього верстата він зміг успішно розточити циліндр для першого комерційного двигуна Боултона та Ватта у 1776 році.
Ватт не переставав удосконалювати свої конструкції. Він ще більше збільшив швидкість робочого циклу, ввів губернатори, автоматичні клапани, поршні подвійної дії, різноманітні ротаційні відбори потужності та багато інших удосконалень. Технологія Ватта забезпечила широке комерційне використання стаціонарних парових машин.
У 1760-х роках Хамфрі Гейнсборо виготовив модель парового конденсаційного двигуна, яку він показав Річарду Лавеллу Еджворту, члену Місячного товариства. Гейнсборо вважав, що Ватт використовував його ідеї для винаходу; однак Джеймс Ватт не був членом Місячного товариства в цей період, і його численні оповідання, що пояснюють послідовність розумових процесів, що призвели до остаточної конструкції, схильні заперечувати цю історію.
Потужність, як і раніше, обмежувалася низьким тиском, робочим об'ємом циліндра, швидкістю згоряння та випаровування, а також ємністю конденсатора. Максимальна теоретична ефективність була обмежена щодо низькою різницею температур з обох боків поршня; це означало, що для того, щоб двигун Ватта міг забезпечити корисну потужність, перші серійні двигуни мали бути дуже великими, а отже, дорогими в будівництві та встановленні.

### Двигуни Ватта подвійної дії та ротаційні двигуни
Ватт розробив двигун подвійної дії, в якому пара приводила в рух поршень в обох напрямках, тим самим збільшуючи швидкість та ефективність двигуна. Принцип подвійної дії значно збільшував потужність двигуна даного фізичного розміру.
Боултон та Ватт розвинули поршневий двигун до ротаційного типу. На відміну від двигуна Ньюкомена, двигун Ватта міг працювати досить плавно, щоб бути з'єднаним із приводним валом — через сонячну та планетарну передачі — для забезпечення обертальної сили разом із конденсаційними циліндрами подвійної дії. Найраніший зразок був побудований як демонстраційний і був встановлений на фабриці Боултона для роботи верстатів для притирання (полірування) гудзиків тощо. З цієї причини він завжди був відомий як Lap Engine. У ранніх парових двигунах поршень зазвичай з'єднувався штоком із врівноваженою балкою, а не безпосередньо з маховиком, тому такі двигуни називають балочними.
Ранні парові двигуни не забезпечували достатньої швидкості для таких критичних операцій, як прядіння бавовни. Для контролю швидкості двигун використовувався для накачування води для водяного колеса, яке рухало машини.

## Двигуни високого тиску
З розвитком XVIII століття виникла потреба у вищих тисках; цьому рішуче чинив опір Ватт, який використовував монополію, яку давав йому патент, щоб перешкодити іншим створювати двигуни високого тиску і використовувати їх у транспортних засобах. Він не довіряв тодішній технології котлів, способу їх виготовлення та міцності використовуваних матеріалів.
Важливими перевагами двигунів високого тиску були:
Їх можна було зробити набагато менше, ніж раніше, при заданій потужності. Таким чином, з'явилася можливість розробки парових двигунів, які були б невеликими і досить потужними, щоб приводити в рух себе та інші об'єкти. У результаті парова енергія для транспорту стала практичною у вигляді кораблів та наземних транспортних засобів, що справило революцію у вантажному бізнесі, подорожах, військовій стратегії та, по суті, у всіх сферах життя суспільства.
1. Через менші розміри вони були набагато менш дорогими.
2. Вони не вимагали значних обсягів води, що охолоджує, в конденсаторі, необхідної для атмосферних двигунів.

Вони могли бути спроектовані для роботи на більш високих швидкостях, що робило їх більш придатними для приведення в дію машин.
Недоліками були:
1. У діапазоні низьких тисків вони були менш ефективними, ніж конденсаційні двигуни, особливо якщо пара не використовувалася експансивно.
2. Вони були більш схильні до вибуху котла.

Основна відмінність між роботою парових двигунів високого та низького тиску полягає у джерелі сили, яка рухає поршень. У двигунах Ньюкомена і Ватта саме конденсація пари створює більшу частину різниці тиску, змушуючи атмосферний тиск (Ньюкомен) і пар низького тиску, що рідко перевищує 7 фунтів на квадратний дюйм тиску в котлі, плюс вакуум у конденсаторі (Ватт), рухати поршень. У двигуні високого тиску більшість різниці тисків забезпечується парою високого тиску з котла; сторона низького тиску поршня може бути при атмосферному тиску або пов'язана із тиском конденсатора. Індикаторна діаграма Ньюкомена, майже повністю розташована нижче атмосферної лінії, відродилася майже через 200 років, коли циліндр низького тиску двигунів потрійного розширення забезпечував близько 20 % потужності двигуна, знову ж таки майже повністю розташований нижче атмосферної лінії.
Першим відомим прихильником «сильної пари» був Якоб Лейпольд у своїй схемі двигуна, яка з'явилася в енциклопедичних працях приблизно 1725 року. Різні проекти човнів і транспортних засобів з паровим двигуном також з'являлися протягом усього століття, одним із найперспективніших був проект Ніколя-Жозефа Кугно, який продемонстрував свій «fardier» (паровий віз) у 1769 році. Хоча робочий тиск, що використовується для цього транспортного засобу, невідомо, малий розмір котла не забезпечував достатньої швидкості виробництва пари, щоб дозволити «fardier» просуватися більш ніж на кілька сотень метрів за раз, перш ніж доводилося зупинятися для випуску пари. Були запропоновані й інші проєкти та моделі, але, як і у випадку з моделлю Вільяма Мердока 1784 року, багато з них було заблоковано Боултоном та Ваттом.
Це не відноситься до США, і в 1788 пароплав, побудований Джоном Фітчем, регулярно курсував по річці Делавер між Філадельфією, штат Пенсільванія, і Берлінгтоном, штат Нью-Джерсі, перевозячи до 30 пасажирів. Це судно зазвичай розвивало швидкість від 7 до 8 миль на годину і протягом своєї недовгої служби подолало понад 2 000 миль (3 200 км). Пароплав Фітча у відсутності комерційного успіху, оскільки цей маршрут був досить добре покритий щодо хорошими дорогами для возів. У 1802 році Вільям Саймінгтон побудував практичний пароплав, а в 1807 Роберт Фултон використовував паровий двигун Ватта для приведення в рух першого комерційно успішного пароплава.
Олівер Еванс, у свою чергу, виступав за «сильну пару», яку він застосовував у човнових двигунах і стаціонарних установках. Він був піонером у галузі циліндричних котлів; проте котли Еванса кілька разів зазнавали серйозних вибухів, що, як правило, надавало ваги сумнівам Ватта. У 1811 році він заснував Піттсбурзьку паровозобудівну компанію в Піттсбурзі, штат Пенсільванія. Компанія представила парові двигуни високого тиску для торгівлі річковими суднами у вододілі Міссісіпі.
Перший паровий двигун високого тиску був винайдений 1800 Річардом Тревітіком.
Важливість підняття пари під тиском (з точки зору термодинаміки) полягає в тому, що вона досягає вищої температури. Таким чином, будь-який двигун, що використовує пар високого тиску, працює при більш високій температурі та різниці тисків, ніж це можливо у вакуумному двигуні низького тиску. Таким чином двигун високого тиску став основою для подальшого розвитку технології поршневої пари. Навіть у разі, близько 1800 року, " високий тиск " означало те, що сьогодні вважається дуже низьким тиском, тобто. 40-50 фунтів на квадратний дюйм (276—345 кПа). Справа в тому, що аналізований двигун високого тиску був неконденсованим, що приводиться в рух виключно за рахунок експансивної сили пари, і після виконання роботи пар зазвичай випускався при тиску вище атмосферного. Викид відпрацьованої пари в димар можна було використовувати для створення тяги через колосникові грати і, таким чином, збільшити швидкість горіння, створюючи більше тепла в меншій топці, за рахунок створення протитиску на вихлопному боці поршня.
21 лютого 1804 року на металургійному заводі Penydarren у Мертір-Тідфіл у Південному Уельсі було продемонстровано перший самохідний залізничний паровий двигун або паровоз, збудований Річардом Тревітіком.

### Корнуольський двигун та компаундування
Близько 1811 року Річарду Тревітику знадобилося оновити насосний двигун Ватта, щоб пристосувати його до одного зі своїх нових циліндричних великих корнуельських котлів. Коли Тревітік поїхав до Південної Америки в 1816 році, його вдосконалення продовжив Вільям Сімс. Паралельно Артур Вульф розробив комбінований двигун із двома циліндрами, отже пара розширювався в циліндрі високого тиску, та був випускався в циліндр низького тиску. Ефективність була ще більша підвищена Семюелем Гроузом, який ізолював котел, двигун і труби.
Тиск пари над поршнем був збільшений і зрештою досяг 40 фунтів на квадратний дюйм (0,28 МПа) або навіть 50 фунтів на квадратний дюйм (0,34 МПа) і тепер забезпечувало більшу частину потужності для ходу вниз; у той же час було покращено конденсацію. Це значно підвищило ефективність, і подальші насосні двигуни за системою Корніша (часто відомі як двигуни Корніша) продовжували будуватися протягом всього 19 століття. Старі двигуни Ватта були модернізовані відповідно до цього.
У районах текстильного виробництва, де вугілля було дешевим, ці корніські удосконалення впроваджувалися повільно через високі капітальні витрати на двигуни та їх більший зношування. Зміни розпочалися лише у 1830-х роках, зазвичай шляхом ускладнення за рахунок додавання ще одного циліндра (високого тиску).
Ще одним обмеженням ранніх парових двигунів була непостійна швидкість, що робило їх непридатними для багатьох текстильних застосувань, особливо прядіння. Для отримання стабільної швидкості на ранніх текстильних фабриках з паровим двигуном паровий двигун використовувався для подачі води на водяне колесо, яке рухало машини.
Багато хто з цих двигунів постачався по всьому світу і забезпечував надійну та ефективну роботу протягом багатьох років при значно меншому споживанні вугілля. Деякі були дуже великими, і такі машини продовжували будувати до 1890-х років.

## Парова машина Корліса
Парова машина Корлісса (запатентована в 1849) була названа найбільшим удосконаленням з часів Джеймса Втта. Двигун Корлісса мав значно покращений контроль швидкості та вищий ККД, що робило його придатним для всіх видів промислового застосування, включаючи прядильне виробництво.
Корлісс використовував окремі порти для подачі та випуску пари, що запобігало охолодженню вихлопними газами проходу, що використовується гарячою парою. Корлісс також використовував клапани, що частково обертаються, які забезпечували швидку дію, допомагаючи знизити втрати тиску. Самі клапани також були джерелом зниження тертя, особливо порівняно із золотником, який зазвичай витрачалося 10 % потужності двигуна.
Corliss використовував автоматичне змінне відсічення. Клапанна передача контролювала швидкість двигуна, використовуючи регулятор зміни часу відключення. Це частково забезпечувало підвищення ефективності на додаток до кращого контролю швидкості.

## Високошвидкісний паровий двигун Портера-Аллена
У двигуні Портера-Аллена, представленому 1862 року, використовувався удосконалений механізм клапанної передачі, розроблений Портера Алленом, механіком виняткових здібностей, і спочатку він був відомий як двигун Аллена. Високошвидкісний двигун був прецизійною машиною, яка була добре збалансована, що стало можливим завдяки досягненням у галузі верстатів та технології виробництва.
Високошвидкісний двигун працював зі швидкістю поршня, що у три-п'ять разів перевищує швидкість звичайних двигунів. Він також міг змінювати низьку швидкість. Високошвидкісний двигун широко використовувався на лісопильних заводах для приведення в дію циркулярних пилок. Пізніше його почали використовуватиме вироблення електроенергії.
Цей двигун мав кілька переваг. У деяких випадках його можна було поєднати безпосередньо. Якщо використовувалися шестірні або ремені та барабани, вони могли бути набагато меншими. Сам двигун також був невеликим для потужності, яку він розвивав.
Портер значно вдосконалив мухобійний регулятор, зменшивши вантаж, що обертається і додавши вантаж навколо валу. Це значно покращило контроль швидкості. Губернатор Портера став провідним типом до 1880 року.
Ефективність двигуна Портера-Аллена була гарною, але не рівною двигуну Корлісса.

### Однопоточний (або безпоточний) двигун
Однопотоковий двигун був найефективнішим типом двигуна високого тиску. Він був винайдений у 1911 році і використовувався на кораблях, але був витіснений паровими турбінами та пізнішими морськими дизельними двигунами.